# Clarissa Burt

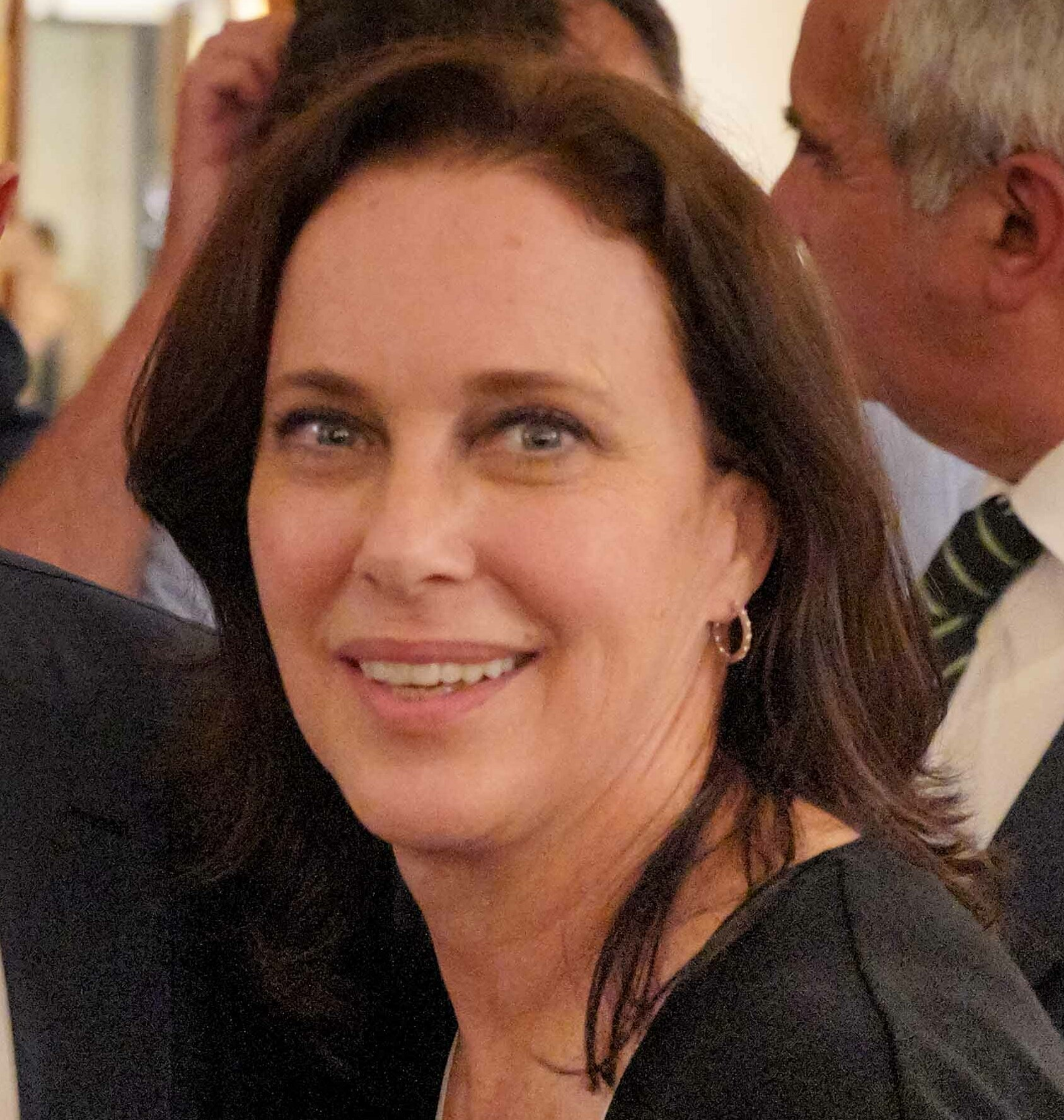
Clarissa Burt, 2018

Clarissa Burt (* 25. April 1959 in Philadelphia, Pennsylvania) ist eine US-amerikanisch-italienische Schauspielerin und ein Model.

## Leben
Bereits mit 18 Jahren wurde Burt ein erfolgreiches Model der Wilhelmina-Model-Agentur in New York City. Bald darauf zog sie nach Mailand und begann dort eine Laufbahn als professionelles Model. Sie war bei über hundert Magazinen auf den Titelbildern zu sehen. Dies führte dazu, dass sie ein führendes Werbegesicht der Kosmetikindustrie wurde.
Als Schauspielerin trat sie in verschiedenen Filmen und Fernsehserien auf. Dabei war sie überwiegend in italienischen Produktionen zu sehen. Ihre bekannteste Rolle ist die der Hexe Xayíde in Die unendliche Geschichte II – Auf der Suche nach Phantásien aus dem Jahr 1990. Nach 25 Jahren in Europa kehrte sie in die USA zurück. Dort moderierte sie ihre eigene Radioshow Clarissa Burt Talks.

## Filmografie
- 1985: Casablanca, Casablanca
- 1988: Casa mia casa mia
- 1988: Einstweilige Verführung (Caruso Pascoski di padre polacco)
- 1989: Willy Signori e vengo da lontano
- 1990: Adventures of the Little Mermaid (Fernsehen)
- 1990: Die unendliche Geschichte II – Auf der Suche nach Phantásien (The NeverEnding Story II: The Next Chapter)
- 1992: L’edera (Fernsehserie)
- 2001: Sotto il cielo
- 2003: Natale in India
- 2004: La Talpa (Fernsehserie)
- 2010: L’isola dei Famosi (Fernsehen)